# Eurytion kalaharinus
Eurytion kalaharinus är en mångfotingart som beskrevs av Carl Graf Attems 1909. Eurytion kalaharinus ingår i släktet Eurytion och familjen storjordkrypare. Inga underarter finns listade i Catalogue of Life.